# Kecamatan Lemahwungkuk
Kecamatan Lemahwungkuk är ett distrikt i Indonesien.   Det ligger i provinsen Jawa Barat, i den västra delen av landet, 200 km öster om huvudstaden Jakarta.